# Merouane Abdouni
Merouane Abdouni (ur. 27 marca 1981 w Burdż al-Kifan) – algierski piłkarz grający na pozycji bramkarza.

## Kariera klubowa
Karierę piłkarską Abdouni rozpoczął w klubie USM El Harrach. W 1999 roku zadebiutował w nim w drugiej lidze algierskiej, a w 2000 roku awansował z tym klubem do pierwszej ligi algierskiej. Występował w nim do 2002 roku i wtedy też odszedł do USM Algier. W 2003 i 2005 roku wywalczył z nim mistrzostwo Algierii, a w 2004 roku - wicemistrzostwo. Wraz z USM Algier wygrał też Puchar Algierii w 2003 roku.
W 2005 roku Abdouni przeszedł do innego stołecznego klubu, MC Algier. Z MC Algier osiągnął cztery sukcesy: dwukrotnie zdobył Puchar Algierii (2006, 2007) i dwukrotnie Superpuchar Algierii. Latem 2007 wrócił do USM Algier. W 2011 przeszedł do USM Blida, w którym w 2015 roku zakończył karierę.
| Sezon   | Klub           | Kraj     | Rozgrywki              | Mecze | Bramki |
| ------- | -------------- | -------- | ---------------------- | ----- | ------ |
| 1999/00 | USM El Harrach | Algieria | Championnat National 2 | ?     | 0      |
| 2000/01 | USM El Harrach | Algieria | Championnat National   | 25    | 0      |
| 2001/02 | USM El Harrach | Algieria | Championnat National   | 18    | 0      |
| 2002/03 | USM Algier     | Algieria | Championnat National   | 5     | 0      |
| 2003/04 | USM Algier     | Algieria | Championnat National   | 6     | 0      |
| 2004/05 | USM Algier     | Algieria | Championnat National   | 23    | 0      |
| 2005/06 | MC Algier      | Algieria | Championnat National   | 25    | 0      |
| 2006/07 | MC Algier      | Algieria | Championnat National   | 20    | 0      |
| 2007/08 | USM Algier     | Algieria | Championnat National   | ?     | 0      |
| 2008/09 | USM Algier     | Algieria | Championnat National   | 6     | 0      |
| 2009/10 | USM Algier     | Algieria | Championnat National   | 32    | 0      |
| 2010/11 | USM Algier     | Algieria | Championnat National   | 21    | 0      |
| 2011/12 | USM Blida      | Algieria | Championnat National 2 | ?     | 0      |
| 2012/13 | USM Blida      | Algieria | Championnat National 2 | ?     | 0      |
| 2013/14 | USM Blida      | Algieria | Championnat National 2 | ?     | 0      |
| 2014/15 | USM Blida      | Algieria | Championnat National 2 | ?     | 0      |

## Kariera reprezentacyjna
W reprezentacji Algierii Abdouni zadebiutował 14 stycznia 2002 roku w wygranym 4:0 towarzyskim meczu z Beninem. W tym samym roku został powołany do kadry Algierii na Puchar Narodów Afryki 2002. Na tym turnieju był rezerwowym bramkarzem i nie wystąpił ani razu. W kadrze narodowej od 2002 do 2004 roku rozegrał 4 mecze.